# Galianthe liliifolia
Galianthe liliifolia är en måreväxtart som först beskrevs av Paul Carpenter Standley, och fick sitt nu gällande namn av Elsa Leonor Cabral. Galianthe liliifolia ingår i släktet Galianthe och familjen måreväxter. Inga underarter finns listade i Catalogue of Life.